# Departamento de Escalante
Departamento de Escalante är en kommun i Argentina.   Den ligger i provinsen Chubut, i den södra delen av landet, 1 400 km sydväst om huvudstaden Buenos Aires. Antalet invånare är 143 609.
Omgivningarna runt Departamento de Escalante är i huvudsak ett öppet busklandskap. Runt Departamento de Escalante är det glesbefolkat, med 10 invånare per kvadratkilometer.